# Инфузория-туфелька
Инфузо́рия-ту́фелька (лат. Paramécium caudátum) — вид инфузорий, одноклеточных организмов из группы альвеолят. Иногда инфузориями-туфельками называют и другие виды рода Paramecium. Встречаются в пресных водах, иногда в аквариумах. Своё название получила за постоянную форму тела, напоминающую подошву туфли. Используется для наблюдений за жизнью простейших на школьных уроках биологии, а также служит модельным организмом.

## Описание
Встречается в любых стоячих пресных водоёмах с разлагающимися органическими веществами. Её можно обнаружить и в аквариуме, взяв пробы воды с илом и рассмотрев их под микроскопом.
Крупный протист, длина тела составляет 200-300 мкм. По форме тела напоминает подошву туфли. Наружный плотный слой цитоплазмы (пелликула) включает находящиеся под наружной мембраной плоские мембранные цистерны (альвеолы), микротрубочки и другие элементы цитоскелета.

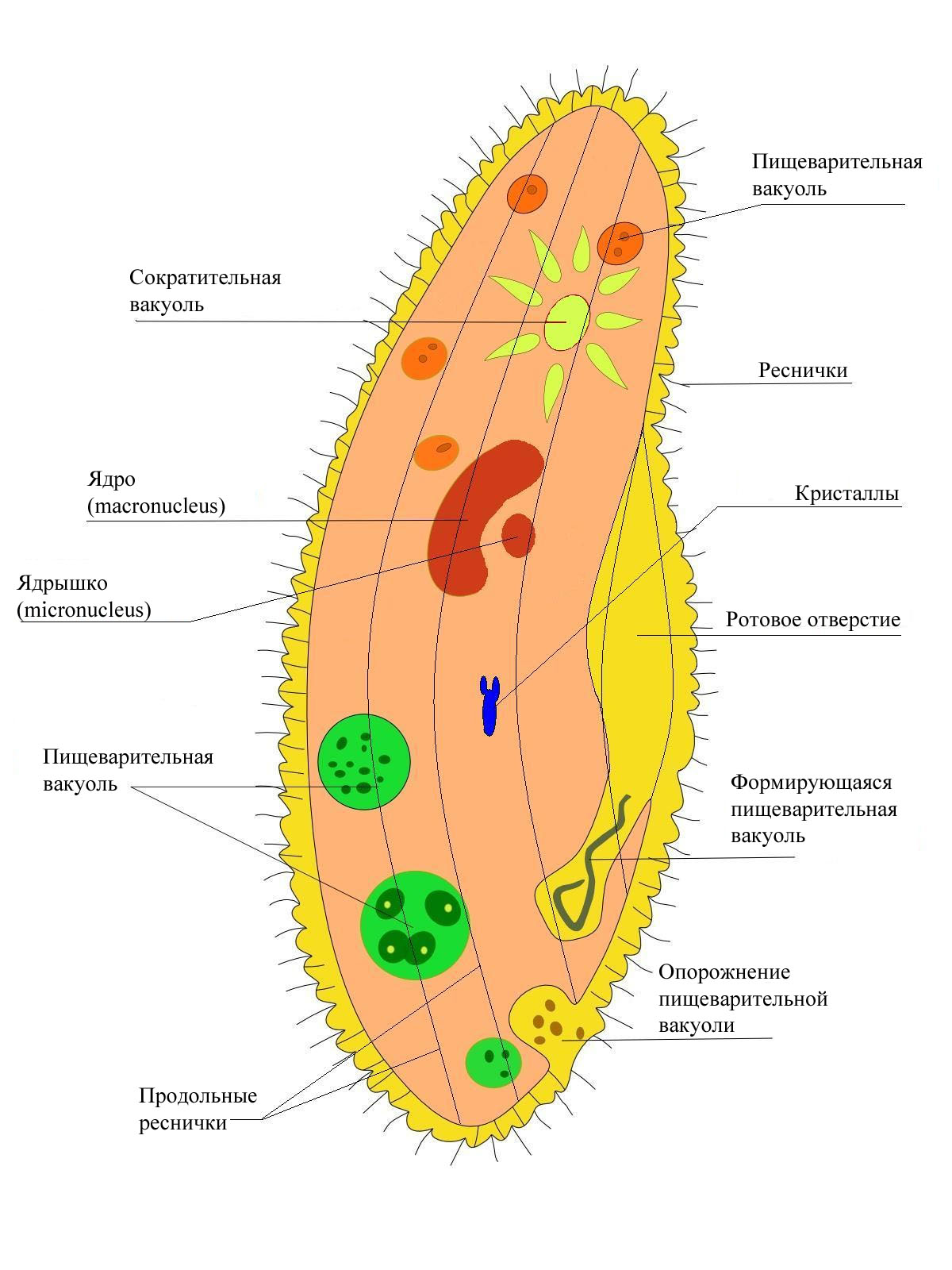
Строение инфузории-туфельки

На поверхности клетки в основном продольными рядами расположены реснички, количество которых — от 10 до 15 тыс.. Они могут располагаться через равное расстояние друг от друга, а могут быть сгруппированы в пучки. В основании каждой реснички находится базальное тельце, а рядом — второе, от которого ресничка не отходит. С базальными тельцами у инфузорий связана инфрацилиатура — сложная система цитоскелета. У туфельки она включает отходящие назад посткинетодесмальные фибриллы и радиально расходящиеся поперечно исчерченные филаменты. Возле основания каждой реснички имеется впячивание наружной мембраны — парасомальный мешочек. 
Между ресничками расположены мелкие веретеновидные тельца — трихоцисты, которые рассматриваются как органоиды защиты. Они расположены в мембранных мешочках и состоят из тела и наконечника. Трихоцисты — разновидность разнообразных по строению органоидов экструсом, наличие которых характерно для инфузорий и некоторых других групп протистов. Их тело имеет поперечную исчерченность с периодом 7 нм. В ответ на раздражение (нагрев, столкновение с хищником, добавление в воду опасных для туфелек химических веществ) трихоцисты выстреливают — мембранный мешочек сливается с наружной мембраной, а трихоциста за тысячные доли секунды удлиняется в 8 раз. Предполагается, что трихоцисты, набухая в воде, могут затруднять движение хищника. Известны мутанты туфелек, лишённые трихоцист и вполне жизнеспособные. Всего у туфельки 5—8 тысяч трихоцист.
У туфельки 2 сократительные вакуоли в передней и задней части клетки. Каждая состоит из резервуара и отходящих от него радиальных каналов. Резервуар открывается наружу порой, каналы окружены сетью тонких трубочек, по которым жидкость поступает в них из цитоплазмы. Вся система удерживается в определённом участке цитоскелетом из микротрубочек.
У туфельки имеется два разных по строению и функциям ядра — диплоидный микронуклеус (малое ядро) округлой формы и полиплоидный макронуклеус (большое ядро) бобовидной формы.
Клетка инфузории-туфельки состоит на 6,8 % из сухого вещества, из которого 58,0 % — белок, 31,4 % — жиры, 3,6 % — зола.

## Функции ядер
Микронуклеус содержит полный геном, с его генов почти не считываются мРНК и, следовательно, его гены не экспрессируются. При созревании макронуклеуса происходят сложные перестройки генома, именно с генов, содержащихся в этом ядре, считываются почти все мРНК; следовательно, именно макронуклеус «управляет» синтезом всех белков в клетке. Туфелька с удалённым или разрушенным микронуклеусом может жить и размножаться бесполым путём, однако теряет способность к половому процессу (конъюгация). При половом процессе макронуклеус разрушается, а затем восстанавливается заново из диплоидного зачатка.

## Движение
Совершая ресничками волнообразные движения, туфелька передвигается (плывёт тупым концом вперёд). Ресничка движется в одной плоскости и совершает прямой (эффективный) удар в выпрямленном состоянии, а возвратный — в изогнутом. Каждая следующая ресничка в ряду совершает удар с небольшой задержкой по сравнению с предыдущей. Плывя в толще воды, туфелька вращается вокруг продольной оси. Скорость движения — около 2—2,5 мм/c. Направление движения может меняться за счёт изгибаний тела. При столкновении с препятствием направление прямого удара меняется на противоположное, и туфелька отскакивает назад. Затем она некоторое время «раскачивается» взад-вперёд, а затем снова начинает движение вперёд. При столкновении с препятствием мембрана клетки деполяризуется, и в клетку входят ионы кальция. В фазе «раскачивания» кальций выкачивается из клетки.

## Питание и пищеварение

Питание сгруппировавшихся инфузорий зелёными водорослями

На теле инфузории имеется углубление — клеточный рот, который переходит в клеточную глотку. Около рта располагаются специализированные реснички околоротовой цилиатуры, «склеенные» в сложные структуры. Они загоняют в глотку вместе с потоком воды основную пищу инфузорий — бактерии,  грибы (дрожжи), а также водоросли. Инфузория находит свою добычу, чувствуя наличие химических веществ, которые выделяют скопления бактерий.
На дне глотки пища попадает в фагосому, перемещаются в теле инфузории током цитоплазмы по определённому «маршруту» — сначала к заднему концу клетки, затем к переднему и затем снова к заднему. В фагосоме пища переваривается, а переваренные продукты поступают в цитоплазму и используются для жизнедеятельности инфузории. Сначала внутренняя среда в фагосоме становится кислотной из-за слияния с ней лизосом, затем она становится слабощелочной. По ходу миграции вакуоли от неё отделяются мелкие мембранные пузырьки (вероятно, тем самым увеличивается скорость всасывания переваренной пищи). Оставшиеся внутри пищеварительной вакуоли непереваренные остатки пищи выбрасываются наружу в задней части тела через особый участок поверхности клетки, лишённый развитой пелликулы — цитопиг, или порошицу. После слияния с наружной мембраной пищеварительная вакуоль тут же отделяется от неё, распадаясь на множество мелких пузырьков, которые по поверхности микротрубочек мигрируют к дну клеточной глотки, формируя там следующую вакуоль.

## Дыхание, выделение, осморегуляция
Туфелька, как и все животные, дышит кислородом, растворённым в воде (именно поэтому часто можно встретить большие скопления этих инфузорий рядом с водорослями). Она дышит всей поверхностью клетки, а также способна существовать за счёт гликолиза при низкой концентрации кислорода в воде. Продукты азотистого обмена также выводятся через поверхность клетки и частично через сократительную вакуоль.
Основная функция сократительных вакуолей осморегуляторная. Они выводят из клетки излишки воды, проникающие туда за счёт осмоса. Сначала набухают приводящие каналы, затем вода из них перекачивается в резервуар. При сокращении резервуара он отделяется от приводящих каналов, а вода выбрасывается через пору. Две вакуоли работают в противофазе, они сокращаются с периодом в 20—25 с (по другим данным — 10—15 с при комнатной температуре). За час вакуоли выбрасывают из клетки объём воды, примерно равный объёму клетки.

## Размножение
У инфузории-туфельки есть бесполое размножение, в то же время у неё присутствует половой процесс, который не приводит к размножению. Бесполое размножение — поперечное деление в активном состоянии. Оно сопровождается  процессами регенерации. Например, одна из особей заново образует клеточный рот с околоротовой цилиатурой, каждая достраивает недостающую сократительную вакуоль, происходит размножение базальных телец и образование новых ресничек и т. п.
Половой процесс, как и у других инфузорий, происходит в форме конъюгации. Туфельки, относящиеся к разным клонам, временно «склеиваются» ротовыми сторонами, и между клетками образуется цитоплазматический мостик. Затем макронуклеусы конъюгирующих инфузорий разрушаются, а микронуклеусы делятся путём мейоза. Из образовавшихся четырёх гаплоидных ядер три погибают, а оставшаяся делится митозом. В каждой инфузории теперь есть два гаплоидных пронуклеуса — один из них женский (стационарный), а другой — мужской (мигрирующий). Инфузории обмениваются мужскими пронуклеусами, а женские остаются в «своей» клетке. Затем в каждой инфузории «свой» женский и «чужой» мужской пронуклеусы сливаются, образуя диплоидное ядро — синкарион. При делении синкариона образуется два ядра. Одно из них становится диплоидным микронуклеусом, а второе превращается в полиплоидный макронуклеус. Всё это время обе инфузории-туфельки синхронно передвигаются в толще воды. Реально этот процесс происходит сложнее и сопровождается специальными постконъюгационными делениями.